# Waylon Smithers
Waylon Joseph Smithers Jr. – meglio conosciuto soltanto come Smithers – è un personaggio della serie animata I Simpson.

## Biografia del personaggio
Al suo esordio nella serie appare come un afroamericano dai capelli blu (per via di un errore in fase di colorazione), ma poi acquista subito la pelle gialla.
È l'assistente tuttofare di Charles Montgomery Burns, proprietario della centrale nucleare di Springfield nonché persona più anziana e ricca della città. Dato che l'anziano miliardario non riesce neanche a muovere una penna da solo, Smithers sta con lui sia in ufficio, dove tiene a bada i dipendenti, sia a casa dove gli prepara i pasti, lo lava, gli fa da autista, da cameriere e da governante. Smithers dunque svolge qualunque tipo di lavoro per Burns, di cui è perdutamente innamorato: nella puntata in cui si presenta la minaccia di un'apocalisse sulla città, Smithers si dichiara apertamente, appena prima di scoprire che l'apocalisse non ci sarebbe stata.
Ricorrenti sono quindi le situazioni in cui manifesta questo suo amore: in un suo sogno Burns entra di notte dalla finestra volando, mentre un'altra volta Smithers, pensando alla festa di compleanno che ha sempre desiderato, immagina una torta da cui esce il signor Burns nudo. Nell'episodio Lisa contro Malibu Stacy, Smithers accende il proprio computer su cui appare subito un'immagine animata di Burns, che dice con voce sensuale: "Salve Smithers. Sei molto bravo nell'accendermi...".
Nell'episodio Il fanciullo interiore di Bart, nel quale l'intera Springfield si libera da schemi e catene, Smithers durante la festa finale si fa avanti con: "Approfitto dell'atmosfera, signore, per dirle che... Io l'amo!". Burns gli rivolge uno sguardo confuso, Smithers aggiunge: "...l'amo con quei colori, signore!"; subito si allontana sussurrando: "il momento giusto era nella rimessa della barca!".
È inoltre il più grande collezionista mondiale di Malibu Stacy (una bambola parodia della Barbie). Questa sua passione è evidente anche dalla puntata Homer si gioca la dignità, in cui recita in un musical dedicato alla bambola.
Nonostante tutto ciò, nell'episodio I segreti di un matrimonio felice, Smithers afferma di essere stato sposato e di aver divorziato; infatti non ha saputo mantenere in piedi il matrimonio perché infatuato del suo capo. Inoltre, nella puntata in cui Bart e Lisa possono vedersi nel futuro (grazie ad un congegno inventato dal professor Frink) Bart si ritrova a casa di Montgomery Burns, e Smithers entra sulla scena accompagnato da una bellissima donna, presentata come sua fidanzata. Bart allude alla sua presunta omosessualità, ma Smithers la nega, affermando di non essere più un "deviato" grazie ad una iniezione che deve farsi ogni 10 minuti (di cui Smithers dà subito una dimostrazione, seguita dall'urlo "Amo le poppe!!!").
In un'altra puntata ancora lo troviamo addirittura impegnato in un tentativo di "abbordaggio" nei confronti di Marge: vestito da cowboy, la invitava a ballare una quadriglia, adoperando un tono di voce fra l'altro molto più basso e maschile di quello usato di solito.
Sebbene il suo orientamento sessuale non sia mai stato dichiarato ufficialmente, tutto lascia pensare che Smithers sia gay. Ad esempio, nella puntata La fobia di Homer dà segni di gelosia quando incontra il suo amico gay John in compagnia di Marge, Lisa e Bart. Nella puntata Homer lo Smithers, giunge anche ad essere invidioso di Homer Simpson, che lo sostituisce per un po' e costringe Burns a cavarsela da solo. Ma Smithers, tornato dalla vacanza in un villaggio gay, riesce a far tornare il capo dipendente in tutto e per tutto da lui. Inoltre, nella puntata Telespalla Bob Roberts, in cui Telespalla Bob diviene sindaco di Springfield per il Partito Repubblicano grazie soprattutto al sostegno del signor Burns, Smithers contatta Bart e Lisa e gli svela i brogli elettorali che hanno condotto alla vittoria Telespalla Bob, adducendo come motivazione il fatto che la politica ultraconservatrice di Telespalla Bob sia un ostacolo per la sua scelta di stile di vita.
In una puntata si scopre che suo padre Smithers Sr. morì nella centrale nucleare (poi ritrovato cadavere dall'allora dodicenne Homer nel laghetto nelle vicinanze della centrale nucleare) e da allora Burns si prese cura del figlio neonato, raccontandogli che il padre fu ucciso in Amazzonia da una tribù di donne selvagge. Si suppone che questo abbia influito sull'orientamento sessuale di Smithers, anche perché Burns, dopo aver confessato la verità, chiede se il falso racconto lo abbia traumatizzato e Smithers afferma titubante "Non lo sapremo mai signore...". In una puntata, si scopre infatti che Smithers ha un vero e proprio terrore per le donne.
Nel 138º episodio spettacolare viene detto che è celibe.

## Doppiaggio italiano
Smithers è stato doppiato da Vittorio Amandola nelle prime nove stagioni, nelle stagioni 10-13 da Maurizio Reti, poi di nuovo da Amandola dalla stagione 14 fino alla ventesima. Dopo la morte di Amandola (2010), Smithers è doppiato da Pasquale Anselmo.

## Analisi del personaggio
La sua omosessualità nota ma non dichiarata è stata per molto tempo una gag ricorrente nella serie, fino al coming out nell'episodio della ventisettesima stagione La gabbia di Burns (2016).
Nell'episodio della trentatreesima stagione Portrait Of A Lackey On Fire (2021) ha la sua prima relazione. La puntata è stata scritta da Rob LaZebnik e dal figlio Johnny. Johnny LaZebnik, lui stesso gay, aveva ispirato il padre nello scrivere l'episodio del coming out, e in riferimento a questo episodio ha detto che riteneva importante mostrare la realtà di una relazione omosessuale, con personaggi con una certa profondità e non semplici espedienti comici.